# Giorgos Dalaras
Giorgos Dalaras, född 29 september 1949 i Nea Kokinia, Pireus i Grekland, är en grekisk musiker, låtskrivare och sångare. Han är också känd i delar av Mellanöstern. Dalaras har samarbetat med bland annat Goran Bregovic.